# Orquesta Sinfónica de Bratislava
La Orquesta Sinfónica de Bratislava (oficialmente Bratislava Symphony Orchestra o BSO) es una orquesta sinfónica de Eslovaquia con sede en su capital, la ciudad de Bratislava. Si bien todos sus miembros son eslovacos, la orquesta fue fundada en el año 2000 por el director de orquesta español, el vallisoletano David Hernando Rico, quien la dirige desde entonces. Además de su repertorio de obras clásicas, la orquesta ejecuta obras de otro tipo, en especial bandas sonoras de películas o arreglos de obras para títulos de música pop, clips publicitarios o música de videojuegos.
Se ha convertido en una de las orquestas europeas más requeridas en España para la grabación de bandas sonoras. Entre dichas grabaciones se encuentran 800 balas y En la ciudad sin límites que fueron candidatas al Premio Goya 2002 a la Mejor Banda Sonora y Al sur de Granada que ganó dicho premio en 2003.

## Filmografía
Bandas sonoras de películas grabadas.
- 800 balas, de Roque Baños
- En la ciudad sin límites, de Víctor Reyes
- Al sur de Granada, de Juan Bardem Aguado
- Hotel Danubio, de Pablo Cervantes
- Los Reyes Magos, de José Battaglio y Kaelo del Río.
- La gran aventura de Mortadelo y Filemón (2003)
- Home delivery: Servicio a domicilio (cortometraje) (2005)
- La hora fría (2006)
- Sultanes (2007)
- Salir pitando (2007)
- No me pidas que te bese porque te besaré (2008)
- El lince perdido (2008)
- Destination: Ireland (cortometraje) (2008)
- Le tonneau des Danaïdes  (cortometraje) (2008)
- Guy and Madeline on a Park Bench (2009)
- Elemental (2012)
- Elemental (documental) (2012)
- Torrente 5: Operación Eurovegas (2014)
- 4: Apocalipsis (2014)
- Caza mayor (2014)
- Musarañas (2014)
- El Niño (2014)
- El último rey (2016)
- Spoor (El rastro) (2017)
- Venus Flytrap (cortometraje) (2017)
- Todos queremos a alguien (2017)
- Humano (cortometraje) (2017)

Películas con obras grabadas por la orquesta.
- Dusza spiewa z cyklu 'Opowiesci weekendowe' (1997)
- En busca de la estrella de Navidad (2012)
- Batman: la película - El regreso de los súper héroes (2013)
- El último rey (2016)

## Televisión
- Chloé l (1996) (serie) 10 episodios
- Nymfit l (2013) (serie) 12 episodios
- Odins Gull (2014) (serie) 10 episodios

Películas para televisión con obras grabadas por la orquesta
- Dusza spiewa z cyklu 'Opowiesci weekendowe' (1997)

## Colaboración con Nokia
La orquesta colaboró con la fábrica telefónica Nokia para su álbum de ringtone: 'miniatures' Orchestral Ringtones, bajo la dirección de David Hernando Rico. Los grabaciones fueron lanzadas en 2013 exclusivamente para la empresa; disponibles sólo para ser usadas en forma de tono de llamada (formato AAC LC). 

Aleksi Eeben, un diseñador de sonido de Nokia, dijo lo siguiente sobre el proyecto: 
"Las 25 piezas originales, llamadas 'miniaturas', fueron compuestas por cinco diseñadores de sonido internos de Nokia Design. Comenzamos a explorar la idea a través de la música clásica contemporánea y la música de cine. Sin embargo, el resultado final fueron piezas originales que son distintivamente tonos de llamada: son cortos, y todos tienen un elemento funcional de sonidos".